# Philipp Hoffmann z Wendheimu
Philipp Hoffmann z Wendheimu (30. dubna 1798 Soběslav – 21. září 1875 Bad Aussee) byl císařský a královský generálmajor.

## Život
Narodil se 30. dubna 1798 v Soběslavi v Čechách. V mládí vstoupil do císařské armády a v dubnu 1812 vstoupil do pěšího pluku knížete Emila Hesenského. Zde se 7. října 1820 stal praporčíkem a v roce 1828 nastoupil jako podporučík k pěšímu pluku č. 28 (Benedek). V březnu 1831 se stal podplukovníkem a o tři roky později kapitánem. V následujících letech stoupal v hodnostech. Nejprve se stal majorem, poté podplukovníkem a plukovníkem a následně byl povýšen na generálmajora. Vyučoval také na důstojnické škole pluku.
Během pražského červnového povstání se vyznamenal a za to byl později vyznamenán Vojenským záslužným křížem s válečnou dekorací. Dne 20. května 1849 se v bitvě u San Cyra se se svým plukem dostal pod těžkou dělostřeleckou palbu. Přesto celou situaci dokázal zvládnout. Za to mu byl udělen titul Edler von Wendheim. V roce 1854 se stal generálmajorem a brigadýrem ve Štýrském Hradci. V září 1854 kvůli vážné nemoci opustil službu.
Zemřel 21. září 1875 v Bad Aussee, kde dožíval. Jeho dcera Marie von Wendheim se stala překladatelkou.